# Jagdschütze
Jagdschützen sind Jäger, die am jagdlichen Schießen mit Jagdwaffen teilnehmen. Im Gegensatz dazu steht das sportliche Schießen durch Sportschützen. Im Plural steht der Begriff auch veraltet für die zum Jagdschutz angestellten Personen.

## Disziplinen
Das Tontaubenschießen (auch Wurftaubenschießen) wird mit der jagdlichen Flinte als Skeet und Trapschießen ausgeführt. Die Kugeldisziplinen werden mit jagdtauglichen Kalibern ausgeführt.

## Meisterschaften
Der Deutsche Jagdverband richtet jährlich die Bundesmeisterschaft im jagdlichen Schießen aus. Dazu treten die besten Jagdschützen aus den Ländern an, die sich bei den Landesmeisterschaften im jagdlichen Schießen qualifiziert haben.